# Luchtenburg
Luchtenburg (51° 58′ N, 5° 29′ L) é uma vila dos Países Baixos, na província de Guéldria. Luchtenburg pertence ao município de Buren, e está situada a 8 km southwest of Veenendaal.